# Хнаберд (Арарат)
Це стаття про село в марзі Арарат. Стаття про село в марзі Арагацотн — Хнаберд
Хнаберд (вірм. Հնաբերդ) — село в марзі Арарат, у центрі Вірменії. Село розташоване за 7 км на північ від міста Арташат, за 2 км на схід від села Айгестан, за 3 км на південний схід від села Мргануш та за 2 км на південний захід від села Двін.